# Championnat du Brésil de football de troisième division 2024
Navigation
Série C 2023 Série C 2025
La saison 2024 de Série C est la 34e édition de du championnat du Brésil de football de troisième division, qui constitue le troisième échelon national du football brésilien et oppose vingt clubs professionnels. étant divisé en trois phases: dans la première, les 20 clubs s'affrontent en un seul tour, au cours duquel les huit meilleurs se qualifient pour la deuxième étape de la compétition et les quatre derniers sont relégués en Série D 2025. Dans la phase suivante, les huit classés sont répartis en deux groupes de quatre clubs, où après la compétition en deux tours, les deux équipes les mieux classées de chaque groupe sont promues en Série B 2025, tandis que le meilleur club de chaque groupe accède à la finale de la compétition, disputée en matchs aller-retour,.

## Premier tour (Groupe A)
| Rang | Équipe              | Pts | J  | G  | N | P  | Bp | Bc | Diff |
| ---- | ------------------- | --- | -- | -- | - | -- | -- | -- | ---- |
| 1    | Botafogo da Paraíba | 41  | 19 | 12 | 5 | 2  | 33 | 21 | +12  |
| 2    | Athletic P          | 40  | 19 | 12 | 4 | 3  | 39 | 21 | +18  |
| 3    | Ferroviária P       | 36  | 19 | 9  | 9 | 1  | 22 | 9  | +13  |
| 4    | São Bernardo        | 35  | 19 | 10 | 5 | 4  | 29 | 16 | +13  |
| 5    | Volta Redonda       | 34  | 19 | 10 | 4 | 5  | 30 | 28 | +2   |
| 6    | Ypiranga de Erechim | 31  | 19 | 9  | 4 | 6  | 22 | 18 | +4   |
| 7    | Londrina R          | 29  | 19 | 7  | 8 | 4  | 24 | 21 | +3   |
| 8    | Remo                | 26  | 19 | 8  | 2 | 9  | 21 | 23 | -2   |
| 9    | Náutico             | 25  | 19 | 6  | 7 | 6  | 34 | 25 | +9   |
| 10   | CSA                 | 25  | 19 | 6  | 7 | 6  | 22 | 26 | -4   |
| 11   | Figueirense         | 24  | 19 | 6  | 6 | 7  | 19 | 21 | -2   |
| 12   | Tombense R          | 23  | 19 | 5  | 8 | 6  | 22 | 21 | +1   |
| 13   | Confiança           | 22  | 19 | 6  | 4 | 9  | 20 | 22 | -2   |
| 14   | ABC R               | 22  | 19 | 5  | 7 | 7  | 18 | 20 | -2   |
| 15   | Caxias P            | 21  | 19 | 6  | 3 | 10 | 20 | 27 | -7   |
| 16   | Floresta            | 19  | 19 | 5  | 4 | 10 | 15 | 27 | -12  |
| 17   | Sampaio Corrêa R    | 19  | 19 | 4  | 7 | 8  | 16 | 21 | -5   |
| 18   | Aparecidense        | 16  | 19 | 3  | 7 | 9  | 18 | 28 | -10  |
| 19   | Ferroviário P       | 15  | 19 | 3  | 6 | 10 | 19 | 38 | -19  |
| 20   | São José            | 11  | 19 | 2  | 5 | 12 | 12 | 22 | -10  |

| Légende : Qualifications et relégations | Légende : Qualifications et relégations                     |
| --------------------------------------- | ----------------------------------------------------------- |
|                                         | Classement de Deuxième tour                                 |
|                                         | 17e, 18e, 19e et 20e du championnat : Relégation en Série D |
|                                         | R : Relégué de Série B P : Promu de Série D                 |

## Deuxième tour

### Groupe B
| Rang | Équipe              | Pts | J | G | N | P | Bp | Bc | Diff |
| ---- | ------------------- | --- | - | - | - | - | -- | -- | ---- |
| 1    | Volta Redonda       | 12  | 6 | 3 | 3 | 0 | 8  | 4  | +4   |
| 2    | Remo                | 9   | 6 | 2 | 3 | 1 | 6  | 7  | -1   |
| 3    | Botafogo da Paraíba | 5   | 6 | 1 | 2 | 3 | 5  | 5  | 0    |
| 4    | São Bernardo        | 5   | 6 | 1 | 2 | 3 | 5  | 8  | -3   |

### Groupe C
| Rang | Équipe              | Pts | J | G | N | P | Bp | Bc | Diff |
| ---- | ------------------- | --- | - | - | - | - | -- | -- | ---- |
| 1    | Athletic            | 10  | 6 | 3 | 1 | 2 | 11 | 8  | +3   |
| 2    | Ferroviária         | 10  | 6 | 3 | 1 | 2 | 12 | 12 | 0    |
| 3    | Londrina            | 7   | 6 | 2 | 1 | 3 | 11 | 12 | -1   |
| 4    | Ypiranga de Erechim | 6   | 6 | 1 | 3 | 2 | 6  | 8  | -2   |

## Finales
| 12 octobre 2024 | Volta Redonda | 1 – 0 | Athletic | Stade Raulino de Oliveira, Volta Redonda |
| 17:30           |               |       |          |                                          |

| 19 octobre 2024 | Athletic | 0 – 2 | Volta Redonda | Arena Sicredi, São João del-Rei |
| 17:30           |          |       |               |                                 |

## Bilan de la saison
| Championnat du Brésil de football de troisième division 2024 |                           |
| Champion                                                     | Volta Redonda (1er titre) |
| Promotions et relégations                                    |                           |
| Promus en Championnat du Brésil de football D2 2025          | Volta Redonda             |
| Promus en Championnat du Brésil de football D2 2025          | Athletic Club             |
| Promus en Championnat du Brésil de football D2 2025          | Ferroviária               |
| Promus en Championnat du Brésil de football D2 2025          | Remo                      |
| Relégués en Championnat du Brésil de football D3 2025        | Ponte Preta               |
| Relégués en Championnat du Brésil de football D3 2025        | Ituano                    |
| Relégués en Championnat du Brésil de football D3 2025        | Brusque                   |
| Relégués en Championnat du Brésil de football D3 2025        | Guarani                   |
| Promus en Championnat du Brésil de football D3 2025          | Retrô                     |
| Promus en Championnat du Brésil de football D3 2025          | Anápolis                  |
| Promus en Championnat du Brésil de football D3 2025          | Itabaiana                 |
| Promus en Championnat du Brésil de football D3 2025          | Maringá                   |
| Relégués en Championnat du Brésil de football D4 2025        | Sampaio Corrêa            |
| Relégués en Championnat du Brésil de football D4 2025        | Aparecidense              |
| Relégués en Championnat du Brésil de football D4 2025        | Ferroviário               |
| Relégués en Championnat du Brésil de football D4 2025        | São José                  |